# Alain Hamer
Alain Hamer (Luxemburg, 10 december 1965) is een Luxemburgse voetbalscheidsrechter, die sinds het seizoen 2000-2001 actief is in de UEFA Champions League. Sinds 1993 is hij in het bezit van een FIFA-badge, waardoor hij onder meer gerechtigd is om interlandwedstrijden te leiden.
Hamer floot gedurende zijn carrière onder meer in de Belgische en de Franse competitie. Tot de grote internationale toernooien waarop hij actief was, behoren onder meer het WK vrouwenvoetbal 1995, de African Cup of Nations 2004 en het WK voetbal U-17 in 2005. Hij werd gedurende zijn internationale carrière veelvuldig geassisteerd door zijn landgenoot Luc Wilmes.